# Muçabe ibne Omeir
Muçabe ibne Omeir ibne Hixame (em árabe: مصعب بن عمير بن هشام; romaniz.: Mus‘ab ibn Umayr ibne Hisham; m. 625), também conhecido como Muçade Alcair (al-Khayr, "o Bom") foi um sahaba (companheiro) de Maomé. Do ramo Banu Abdal Dar dos coraixitas, abraçou o islamismo em 614 e foi o primeiro embaixador do islã. Morreu na Batalha de Uude em 625.

## Vida
Muçade ibne Omeir era membro do ramo Banu Abdal Darda da tribo dos coraixitas. Era filho de pais ricos, mas quando presenciou a pregação de Maomé, que era seu primo, na casa de Alarcam ibne Abil Alarcam ficou muito impressionado e decidiu abandonar sua posição social para juntar-se aos aderentes do profeta; F. Buhl acredita que o contraste explicitado nas fontes entre sua antiga vida luxuriosa e sua posterior pobreza é suspeito, sendo possivelmente um exagero. Quando seus pais tentaram impedir que participasse do culto dos muçulmanos, Muçade juntou-se aos fiéis que foram à Abissínia, de onde retornou antes da Hégira de 622.
Após o primeiro encontro em Ácaba, Maomé enviou-se como missionário para Iatrebe (posterior Medina), onde conseguiu alguns seguidores ao islã. Segundo algumas tradições, seguindo a prática judaica, nessa ocasião Muçade introduziu o "salute" coletivo da sexta-feira; alguns, como Muça ibne Uqueba, afirmam que quem conduziu o salute foi o medinense Assade ibne Zurara, enquanto outros afirmam que, num esforço de harmonização, Assade conduziu o salute durante a ausência de Muçade.
Nas batalhas de Badir (624), onde seu irmão, que era contrário a Maomé, foi capturado e Uude (625), Muçade carregou a bandeira de Maomé em memória ao antigo privilégio de seu clã. Ele faleceu em Ude. Os cronistas afirmam que Maçude havia adotado com tanto fervor a nova fé que isso era perceptível pela atitude em relação a sua mãe, quem é retratada como uma personagem mais adorável, e pelas palavras que teria dito em Badir ao saber da captura de seu irmão. Se sabe que Maçude foi casado com Hana binte Jaxe, uma membro do clã assaditas dos coraixitas.